# Rossiejskaja
Rossiejskaja (Russisch: Российская) is een station van de metro van Samara. 